# بخش رژاکسینسکی
بخش رژاکسینسکی (به لاتین: Rzhaksinsky District) یک سکونتگاه مسکونی در روسیه است که در استان تامبوف واقع شده‌است.